# 1996-os jégkorong-világbajnokság
Az 1996-os jégkorong-világbajnokság a 60. világbajnokság volt, amelyet a Nemzetközi Jégkorongszövetség szervezett. A vb-ken a csapatok négy szinten vettek részt. A világbajnokságok végeredményei alapján alakult ki az 1997-es jégkorong-világbajnokság csoportjainak mezőnye.

## A csoport
1–12. helyezettek
- Csehország – Világbajnok
- Kanada
- Egyesült Államok
- Oroszország
- Finnország
- Svédország
- Olaszország
- Németország
- Norvégia
- Szlovákia
- Franciaország
- Ausztria – Kiesett a B csoportba

## B csoport
13–20. helyezettek
- Lettország – Feljutott az A csoportba
- Svájc
- Fehéroroszország
- Nagy-Britannia
- Lengyelország
- Dánia
- Hollandia
- Japán – Kiesett a C csoportba

## C csoport
21–28. helyezettek
- Kazahsztán – Feljutott a B csoportba
- Ukrajna
- Szlovénia
- Észtország
- Magyarország
- Románia
- Kína
- Horvátország – Kiesett a D csoportba

## D csoport
29–36. helyezettek
- Litvánia – Feljutott a C csoportba
- Jugoszlávia
- Spanyolország
- Belgium
- Dél-Korea
- Bulgária
- Izrael
- Ausztrália